# Обыкновенный дождевой червь
Обыкнове́нный дождево́й че́рвь (лат. Lumbricus terrestris) — вид малощетинковых червей из семейства настоящих дождевых червей (Lumbricidae), родиной которого является Европа.

## Описание

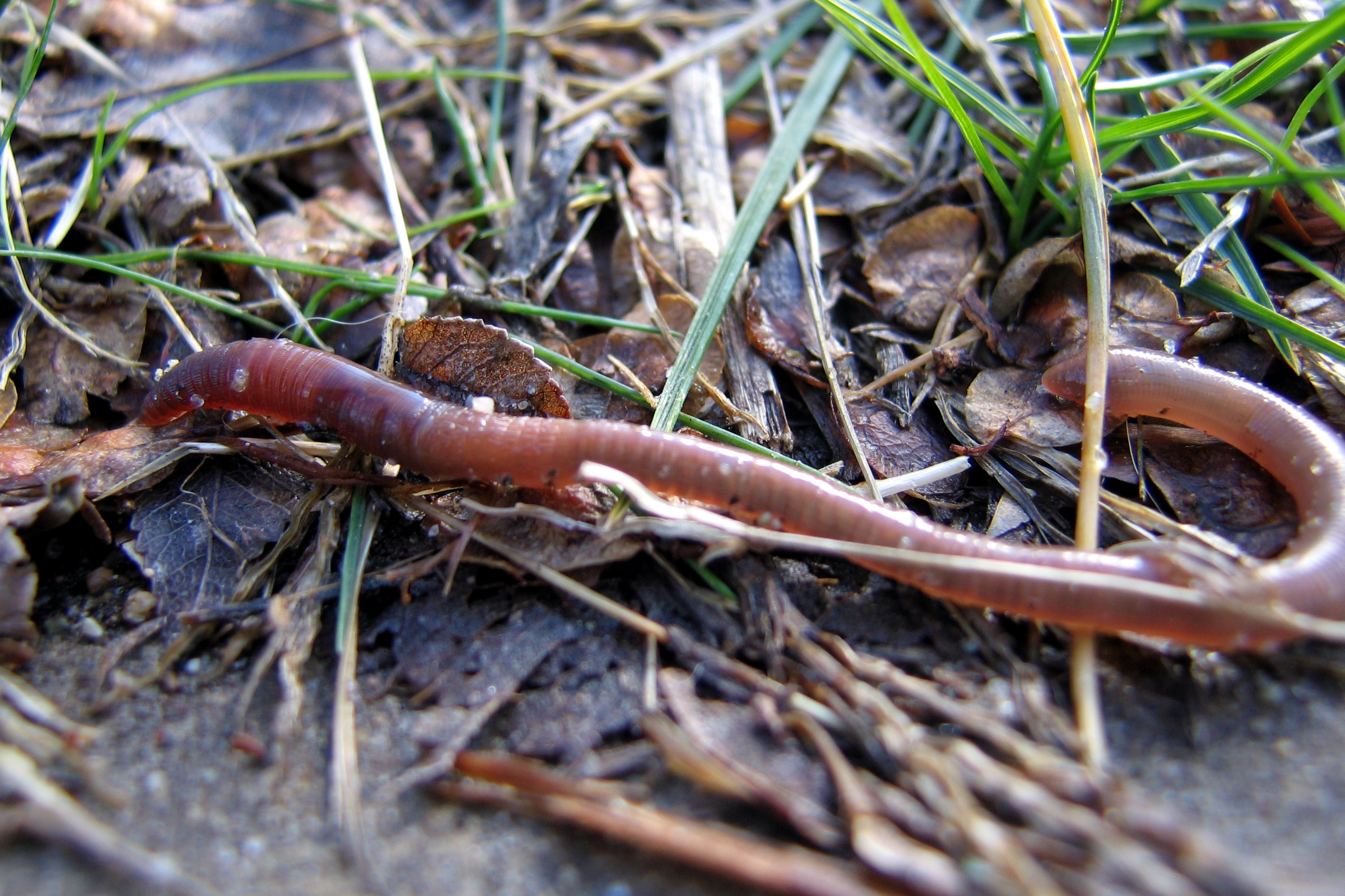
Обыкновенный дождевой червь в Дареме

Длина тела от 12 до 30 см. Туловище спереди красное, сзади бледное. Как и у всех кольчатых червей, оно разделено на сегменты, каждый из которых заполнен жидкостью, которая помогает им выдерживать давление грунта над ними. Трубчатая пищеварительная система позволяет червям пропускать через неё почву, увеличивая её плодородие. Проделывает ходы на глубину до 3-х метров. Питается не сильно перегнившими частями растений.
Половая зрелость наступает в возрасте 3-х месяцев. Детёныши появляются из кокона через 40-45 дней.
Хороший биоиндикатор качества почв. Благодаря небольшому количеству нейронов (около 300), излюбленный объект исследования в области нейробиологии.

## Распространение
Широко распространён по всему миру, завезён человеком вместе с культурными растениями. В некоторых областях, где он был интродуцирован, его считают вредным видом из-за его конкуренции с местными червями.